# 動力近代化
動力近代化（どうりよくきんだいか）は、18世紀半ば以降、新動力の導入による工場や交通機関の動力の変遷を扱う。

## 19世紀における動力近代化
18世紀に蒸気機関が実用化され、19世紀には従来の水車の代わりの動力源として紡績機や力織機、工作機械等で使用されるようになった。19世紀前半には既に鉱山鉄道で定置式蒸気機関を使用して鉱石や石炭の搬出に使用され、1825年に開業したストックトン・アンド・ダーリントン鉄道でも路線の大部分は定置式蒸気機関でロープを巻き上げていた。
それまでは馬を使用していた都市内での交通機関にも蒸気機関が導入された。当初は実用的な高出力の蒸気機関が困難だったので定置式蒸気機関でロープを循環してそれを掴んだり離したりする方法で移動するケーブルカーが運転された。

## 20世紀における動力近代化
20世紀に入ると内燃機関や電動機の導入が進み、馬車は急速に蒸気自動車や、さらにガソリン自動車に置き換えられた。発電では当初は往復式蒸気機関が使用されていたが、後に蒸気タービンやガスタービンが使用されるようになった。